# 염현섭
염현섭(1949년 11월 11일 ~ )은 대한민국의 연출자이다.

## 학력
- 경북공업고등학교
- 동국대학교 연극영화과[1]

## 경력사항
- 1977년 ~ 1980년 11월 TBC 동양방송 편성본부
- 1980년 12월 ~ 1992년 6월 KBS 드라마본부 프로듀서
- 1992년 7월 ~ 1995년 12월 KBS 드라마본부 운영팀장
- 1996년 1월 ~ 1998년 4월 KBS 드라마운영팀 CP (차장급)
- 1998년 5월 ~ 1999년 12월 KBS 드라마본부 일일연속극 전문프로듀서
- 1999년 12월 ~ 2001년 3월 KBS 심의평가실 자문위원
- 2001년 3월 ~ 2004년 6월 KBS 드라마본부 전문PD
- 2004년 7월 ~ 2007년 KBS TV제작본부 드라마1팀 프로듀서
- 2009년 ~ 2015년 명지대학교 교수
- 2012년 제24회 거창국제연극제 홍보대사

## 드라마
- 1982년 KBS2 《꽃바람》조연출
- 1983년 KBS2 《전우》연출
- 1985년 KBS2 《방랑자》연출
- 1985년 KBS1 《황토》연출
- 1986년 KBS1 《나타리아》 연출
- 1986년 KBS2 《형사 25시》 연출
- 1989년 KBS2 《사랑의 굴레》 연출
- 1990년 KBS2 《꽃 피고 새 울면》 연출
- 1990년 ~ 1991년 KBS2 《TV 손자병법》 연출
- 1991년 ~ 1992년 KBS1 《바람꽃은 시들지 않는다》 연출
- 1993년 KBS2 《기쁨이면서 슬픔인 채로》 연출
- 1994년 KBS2 《남자는 외로워》 연출
- 1996년 KBS2 《아버지》
- 1996년 ~ 1997년 KBS1 《사랑할 때까지》 연출
- 1997년 KBS2 《KBS 테마 드라마》
- 1998년 ~ 1999년 KBS1 《내 사랑 내곁에》연출
- 1999년 KBS2 《환상여행》 연출
- 2001년 KBS1 《대추나무 사랑걸렸네》 연출
- 2001년 KBS2 《여자는 왜?》
- 2002년 ~ 2003년 KBS2 《결혼 이야기》 연출

## 수상
- 1985년 내무부장관 표창
- 2004년 농림부장관 표창